# Gestión de activos
La gestión de activos (asset management en inglés) consiste en obtener el máximo rendimiento de los bienes o recursos, es decir de todo aquello que tenga valor para una organización (sus activos). 
Esta gestión puede integrarse en los sistemas de gestión de la organización y certificarse bajo la norma ISO 55001. Cuando el alcance de la gestión de activos se ciñe solo a los activos físicos de la organización, está relacionada con la ingeniería del mantenimiento, la fiabilidad y la eficiencia en general. Como novedad a las anteriores normas de sistemas de gestión, la ISO 55001:2014 es la primera norma que no solo permite sino que también apoya la utilización de indicadores económicos en la toma de decisiones incluidas en el ámbito de la certificación, algo con lo que normalmente muchos auditores de este tipo de sistemas tenían problemas.
En el sector bancario es una actividad que consiste en la gestión responsable del capital y las garantías de las empresas como bonos y acciones por parte de instituciones administradoras (como bancos), para alcanzar los mayores beneficios a los inversores.
A diferencia del asesoramiento financiero, la gestión de activos no es solo una forma de tener asesoramiento en materia de inversiones, sino también es una actividad pertinente por parte de las instituciones administradoras de activos, que deben tomar decisiones sobre la gestión de las inversiones. 
El centro de este tipo de negocio de la banca comercial radica en la gestión de los activos provenientes de las empresas privadas y las empresas nacionales y extranjeras; cuyos activos pueden presentarse en forma de acciones, fondos de pensiones, bienes raíces y activos líquidos.
El objetivo de la gestión de activos está presente en el manejo de la cartera de inversiones de los clientes teniendo la consideración de su situación de riesgo.